# Distrikt Sancos (Huanca Sancos)
Der Distrikt Sancos liegt in der Provinz Huanca Sancos in der Region Ayacucho in Südzentral-Peru. Der Distrikt wurde am 21. Juni 1825 gegründet. Er besitzt eine Fläche von 1356 km². Beim Zensus 2017 wurden 3239 Einwohner gezählt. Im Jahr 1993 lag die Einwohnerzahl bei 3155, im Jahr 2007 bei 3539. Sitz der Distrikt- und Provinzverwaltung ist die 3408 m hoch gelegene Kleinstadt Huanca Sancos mit 3047 Einwohnern (Stand 2017).

## Geographische Lage
Der Distrikt Sancos liegt im äußersten Westen des Andenhochlands im Südwesten der Provinz Huanca Sancos. Entlang der westlichen Distriktgrenze verläuft der Hauptkamm der peruanischen Westkordillere mit der kontinentalen Wasserscheide. Das Areal wird über den Río Caracha nach Nordosten zum Río Pampas hin entwässert.
Der Distrikt Sancos grenzt im Süden an die Distrikte Aucara, San Pedro de Palco, Laramate und Llauta (alle vier in der Provinz Lucanas), im Westen an die Distrikte Santiago de Quirahuara, Querco und Pilpichaca (alle drei in der Provinz Huaytará), im Norden an den Distrikt Santiago de Lucanamarca, im Nordosten an den Distrikt Carapo sowie im Osten an den Distrikt Sacsamarca.